# Образотворче мистецтво (журнал)
«Образотворче мистецтво» — один з найстаріших мистецьких журналів в Україні.

## Історія
Журнал «Образотворче мистецтво» засновано в 1935 році як видання Спілки радянських художників та скульпторів України під назвою «Малярство і скульптура».
Першим редактором журналу був український мистецтвознавець і маляр-монументаліст Євген В'ячеславович Холостенко.
У 1939–1941 роках журнал виходив під назвою «Образотворче мистецтво». З початком війни журнал припинив свою діяльність.
У 1954 році був відновлений під назвою «Мистецтво», в якому, крім образотворчого мистецтва, висвітлювалися також проблеми музичного і театрального життя.
У 1970 році на базі журналу «Мистецтво» створено три журнали: «Музика», «Український театр» і «Образотворче мистецтво».
Як видання Національної спілки художників України (НСХУ) виходить з 1991 року.

## Проблематика
Журнал висвітлює українське візуальне мистецтво, практики сучасних мистців та виставки, українське мистецтво у світі, українське традиційне мистецтво, мистецькі школи та традиції, глибинні джерела творчості, портрети художників минулого і сучасності тощо.
Виходять тематичні видання, присвячені Шевченкіані, художникам Львова, Одеси, Полтави, українській сценографії, монументальному мистецтву, скульптурі тощо. Видання висвітлює також процес інтеграції українського мистецтва в європейський та світовий контекст.

## Головні редактори журналу
- 1935-1941 — Євген Холостенко;
- 1954-1969 — * 1970-1986 — Петро Говдя;
- 1987-1991 — Олексій Журавель;
- 1991-2005 — Микола Маричевський;
- 2006-2020 — Олександр Федорук.
- 2020 — Володимир Петрашик[1]

## Активні автори журналу
Олександр Федорук, Олексій Роготченко, Ольга Тарасенко, Роман Яців, Орест Голубець, Ольга Лагутенко, Оксана Сторчай, Ігор Бондар-Терещенко, Ольга Собкович, Галина Хорунжа, Оксана Маричевська,  Зоя Чегусова, Гліб Вишеславський, Олена Голуб, Олег Сидор-Гібелинда, Олег Коваль, Людмила Соколюк, Марина Стрельцова, Володимир Петрашик, Ольга Савицька, Віталій Ханко, Галина Скляренко та ін.

## Електронний вигляд журналу
У Національна бібліотека України імені Ярослава Мудрого (НБУ ім. Ярослава Мудрого) в Електронній бібліотеці «Культура України» [Архівовано 15 грудня 2021 у Wayback Machine.] (розділ «Мистецтво») наявні і доступні для читачів в електронному вигляді деякі номери журналів — від № 1 за 1939 рік до 2017 .
Перегляд журналу в електронному вигляді можна здійснити на вебсайті  Образотворчого мистецтва

## Контакти
Адреса: 04053, Київ, вул. Січових Стрільців (Артема), 1-5, кім. 510, 513.